# Christmas Bells - La fede ritrovata
Christmas Bells - La fede ritrovata (I Heard the Bells) è un film biografico del 2022 diretto da Joshua Enck.

## Trama
Il poeta statunitense Henry Wadsworth Longfellow trascorre con sua moglie Fanny e i loro cinque figli, tre femmine e due maschi, una vita domestica idilliaca, che trova il culmine della gioia nei festeggiamenti alla vigilia di Natale. Ma in seguito l'armonia si spezza per la morte di Fanny in un incendio scoppiato in casa: Henry cade in uno stato di depressione che lo spinge a smettere di scrivere, mentre suo figlio maggiore Charley, volendo allontanarsi da casa, si arruola per combattere nella guerra civile americana.
Dopo essere rimasto gravemente ferito in una chiesa diroccata, Charley viene riportato a casa, dove nel frattempo suo padre ha letto il diario di Fanny scoprendo la profonda fede cristiana della moglie. Henry e Charley riacquistano entrambi la fede che avevano perduto in seguito al dolore per la morte di Fanny. Henry, inoltre, riprende in mano la penna e scrive nel giorno di Natale appassionati versi che danno origine alla canzone I Heard the Bells on Christmas Day.

## Distribuzione
La pellicola è uscita nelle sale statunitensi il 1º dicembre 2022.